# Whiplash (groupe)
Pour les articles homonymes, voir Whiplash.
Whiplash est un groupe de thrash et speed metal américain, originaire de Passaic, dans le New Jersey.

## Biographie

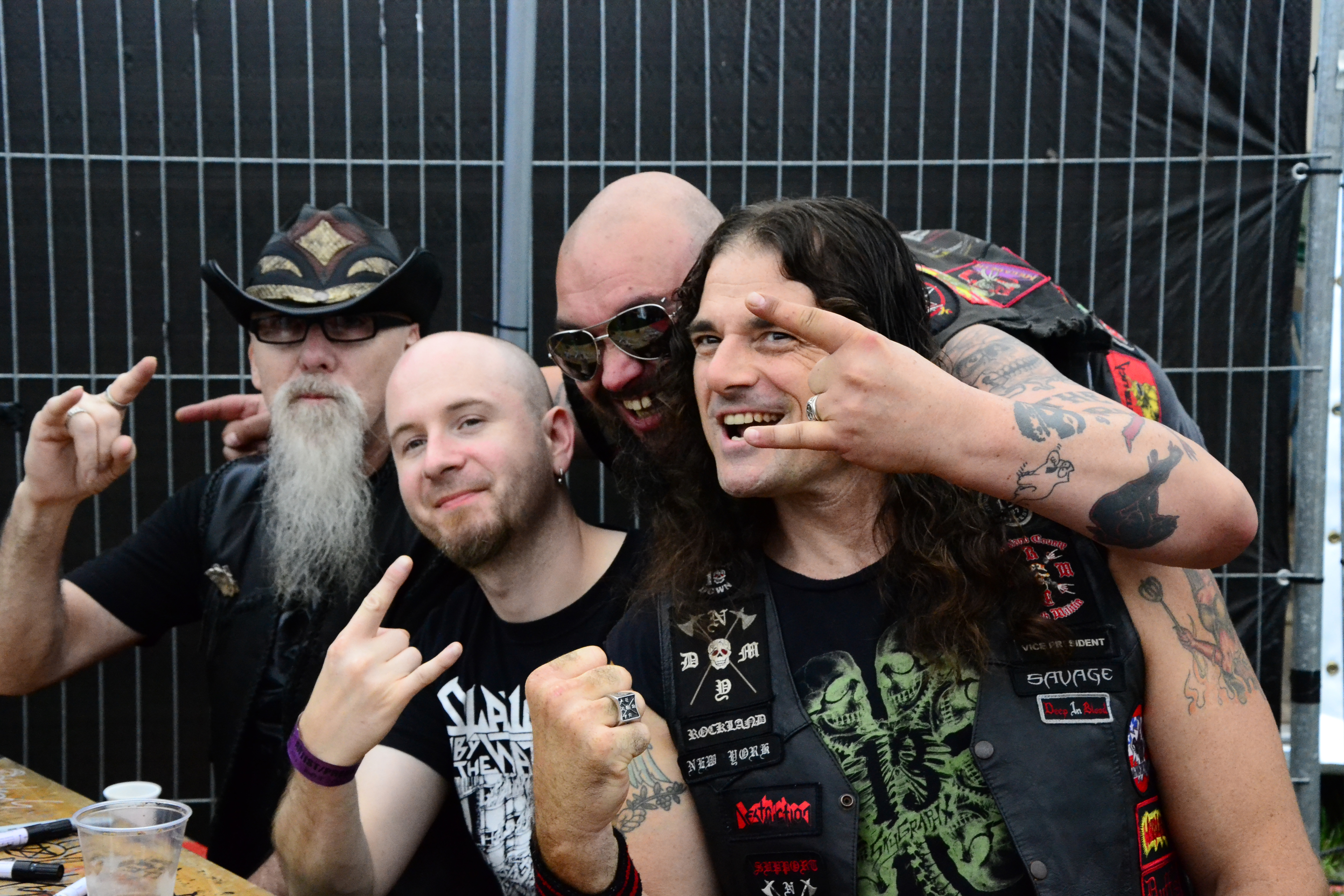
Whiplash au Headbangers Open Air, en 2014.

Le groupe est formé en 1984 à Passaic, dans le New Jersey par les trois Tony, Tony Portaro (chant, guitare), Tony Scaglione (batterie) et Tony Bono (basse). En 1986, Joe Cangelosi remplace Tony Scaglione, parti rejoindre Slayer après le départ de Dave Lombardo. Joe Cangelosi enregistre Ticket to Mayhem en 1987, avec les deux Tony avant de rejoindre le groupe allemand de thrash metal Kreator en 1994. Il enregistrera Cause for Conflict en 1995 toujours avec Kreator. En 1989, Glenn Hanson rejoint le groupe en tant que nouveau chanteur. Il prend part à l'album Insult to Injury avant que le groupe ne se sépare. En 1996, le groupe se reforme, réunissant les trois Tony pour sortir deux nouveaux albums et se sépare deux ans plus tard. Le bassiste Tony Bono est mort en 2002 à l'âge de 38 ans.
En 2009, Whiplash annonce sa reformation ainsi que la sortie prochaine d'un nouvel album, Unborn Again. Tony Bono est remplacé par Dank Delong. Par la suite, Tony Scaglione est remplacé par Dan Foord. En 2010, le groupe prend une pause à durée indéterminée. En début décembre 2010, Tony Portaro annonced le retour du batteur Tony Scaglione. Ils recrutent le bassiste new-yorkais David DeLong, dans les influences s'axent vers le punk, hardcore, metal des années 1980. Cependant, après deux semaines, Tony Scaglione annonce qu'il doit faire passer ses déboires personnels en priorité. Avec l'aide de Ben Ward d'Orange Goblin et Nathan Perrier d'Alabaster Suns, Labrat et Capricorns, Dan « Loord » Foord (SikTh) est recruté.
Whiplash annonce un nouvel album à leur retour à Pereira, en Colombie, où ils jouent en tête d'affiche du Convivencia Rock 2012 festival en juillet 2012. Le 10 octobre 2015, Whiplash annonce le retour du batteur Tony Scaglione. Ils publieront aussi un EP, intitulé Old School American Way.

## Membres

### Membres actuels
- Tony Portaro - guitare, chant (1984–1999, depuis 2007)
- Tony Scaglione - batterie (1984–1987, 1996, 1998–1999, 2010–2011, depuis 2015)
- David DeLong - basse, chœurs (depuis 2011)

## Discographie

### Albums studio
- 1985 : Power and Pain
- 1987 : Ticket to Mayhem'
- 1990 : Insult to Injury
- 1996 : Cult of One
- 1997 : Sit Stand Kneel Prey
- 1998 : Thrashback
- 2009 : Unborn Again

### Démos
- 1984 : Fire Away (démo)
- 1984 : Thunderstruk (démo)
- 1984 : Looking Death in the Face (démo)

### Autres
- 1999 : Messages in Blood (best-of/compilation)
- 2016 : Old School American Way (EP)